# Alcalá de Gurrea
Alcalá de Gurrea è un comune spagnolo di 315 abitanti situato nella comunità autonoma dell'Aragona.

Fa parte della comarca della Hoya de Huesca.